# Siedem trąb
Siedem trąb (heb. שבעת השופרות) – motyw pojawiający się od ósmego, do jedenastego rozdziału nowotestamentowej Apokalipsy Świętego Jana. Według tej prorockiej księgi, Jan doznał za sprawą Boga objawienia na wyspie Patmos. Według fragmentu Ap 8:1-2, siedmiu aniołów zadęło w siedem trąb, po przełamaniu siódmej pieczęci, zabezpieczającej dokument trzymany w prawej ręce Tego, który siedział na głównym tronie.

## Znaczenie trąb w Biblii
Przed wynalezieniem trąby z mosiądzu, Bóg miał podarować Mojżeszowi, dwie srebrne trąby, co zostało wspomniane w Księdze Liczb 10:2, ale tradycyjnym świętym rogiem starożytnych Hebrajczyków był tak zwany szofar, wykonany z rogów barana. Szofar był stosowany od czasów Mojżesza, na przykład w Księdze Wyjścia 19:13, w celu zwrócenia uwagi Izraelitów, zasygnalizowania im czegoś, do ogłoszenia zapowiedzi, bądź też ostrzeżenia danego od Boga. W Księdze Jozuego 6:4 siedmiu kapłanów Jozuego, niosło siedem rogów. Były to słynne trąby jerychońskie. Kapłani ci przez siedem dni, siedmiokrotnie okrążali Jerycho, po czym jeden z kapłanów dął w róg, a ludzie krzyczeli, od czego zawalić się miały mury miasta. W Pierwszym Liście świętego Pawła do Tesaloniczan 4:16, „trąba Boża” zapowiada powtórne przyjście Chrystusa.

## Opis apokaliptycznych trąb

### Pierwsza trąba
Tekst oryginału:

και οτε ηνοιξεν την σφραγιδα την εβδομην εγενετο σιγη εν τω ουρανω ως ημιωριον και ειδον τους επτα αγγελους οι ενωπιον του θεου εστηκασιν και εδοθησαν αυτοις επτα σαλπιγγες και αλλος αγγελος ηλθεν και εσταθη επι το θυσιαστηριον εχων λιβανωτον χρυσουν και εδοθη αυτω θυμιαματα πολλα ινα δωση ταις προσευχαις των αγιων παντων επι το θυσιαστηριον το χρυσουν το ενωπιον του θρονου και ανεβη ο καπνος των θυμιαματων ταις προσευχαις των αγιων εκ χειρος του αγγελου ενωπιον του θεου και ειληφεν ο αγγελος το λιβανωτον και εγεμισεν αυτο εκ του πυρος του θυσιαστηριου και εβαλεν εις την γην και εγενοντο φωναι και βρονται και αστραπαι και σεισμος και οι επτα αγγελοι εχοντες τας επτα σαλπιγγας ητοιμασαν εαυτους ινα σαλπισωσιν και ο πρωτος αγγελος εσαλπισεν και εγενετο χαλαζα και πυρ μεμιγμενα αιματι και εβληθη εις την γην και το τριτον των δενδρων κατεκαη και πας χορτος χλωρος κατεκαη

Tłumaczenie na polski:

A gdy otworzył pieczęć siódmą, zapanowała w niebie cisza jakby na pół godziny. I ujrzałem siedmiu aniołów, którzy stoją przed Bogiem, a dano im siedem trąb. I przyszedł inny anioł, i stanął przy ołtarzu, mając złote naczynie na żar, i dano mu wiele kadzideł, aby dał je w ofierze jako modlitwy wszystkich świętych, na złoty ołtarz, który jest przed tronem. I wzniósł się dym kadzideł, jako modlitwy świętych, z ręki anioła przed Bogiem. Anioł zaś wziął naczynie na żar, napełnił je ogniem z ołtarza i zrzucił na ziemię, a nastąpiły gromy, głosy, błyskawice, trzęsienie ziemi. A siedmiu aniołów, mających siedem trąb, przygotowało się, aby zatrąbić. I pierwszy zatrąbił. A powstał grad i ogień – pomieszane z krwią, i spadły na ziemię. A spłonęła trzecia część ziemi i spłonęła trzecia część drzew, i spłonęła wszystka trawa zielona.

### Druga trąba
Tekst oryginału:

και ο δευτερος αγγελος εσαλπισεν και ως ορος μεγα πυρι καιομενον εβληθη εις την θαλασσαν και εγενετο το τριτον της θαλασσης αιμα και απεθανεν το τριτον των κτισματων των εν τη θαλασση τα εχοντα ψυχας και το τριτον των πλοιων διεφθαρη

Tłumaczenie na polski:

I drugi anioł zatrąbił: i jakby wielka góra płonąca ogniem została w morze rzucona, a trzecia część morza stała się krwią i wyginęła w morzu trzecia część stworzeń – te, które mają dusze – i trzecia część okrętów uległa zniszczeniu.

### Trzecia trąba
Tekst oryginału:

και ο τριτος αγγελος εσαλπισεν και επεσεν εκ του ουρανου αστηρ μεγας καιομενος ως λαμπας και επεσεν επι το τριτον των ποταμων και επι τας πηγας υδατων και το ονομα του αστερος λεγεται αψινθος και γινεται το τριτον εις αψινθον και πολλοι ανθρωπων απεθανον εκ των υδατων οτι επικρανθησαν

Tłumaczenie na polski:

I trzeci anioł zatrąbił: i spadła z nieba wielka gwiazda, płonąca jak pochodnia, a spadła na trzecią część rzek i na źródła wód. A imię gwiazdy zowie się Piołun. I trzecia część wód stała się piołunem, i wielu ludzi pomarło od wód, bo stały się gorzkie.

### Czwarta trąba
Tekst oryginału:

και ο τεταρτος αγγελος εσαλπισεν και επληγη το τριτον του ηλιου και το τριτον της σεληνης και το τριτον των αστερων ινα σκοτισθη το τριτον αυτων και η ημερα μη φαινη το τριτον αυτης και η νυξ ομοιως και ειδον και ηκουσα ενος αγγελου πετωμενου εν μεσουρανηματι λεγοντος φωνη μεγαλη ουαι ουαι ουαι τοις κατοικουσιν επι της γης εκ των λοιπων φωνων της σαλπιγγος των τριων αγγελων των μελλοντων σαλπιζειν

Tłumaczenie na polski:

I czwarty anioł zatrąbił: i została rażona trzecia część słońca i trzecia część księżyca, i trzecia część gwiazd, tak iż zaćmiła się trzecia ich część i dzień nie jaśniał w trzeciej swej części, i noc – podobnie. I ujrzałem, a usłyszałem jednego orła lecącego przez środek nieba, mówiącego donośnym głosem: Biada, biada, biada mieszkańcom ziemi wskutek pozostałych głosów trąb trzech aniołów, którzy mają [jeszcze] trąbić!

### Piąta trąba
Tekst oryginału:

και ο πεμπτος αγγελος εσαλπισεν και ειδον αστερα εκ του ουρανου πεπτωκοτα εις την γην και εδοθη αυτω η κλεις του φρεατος της αβυσσου και ηνοιξεν το φρεαρ της αβυσσου και ανεβη καπνος εκ του φρεατος ως καπνος καμινου μεγαλης και εσκοτισθη ο ηλιος και ο αηρ εκ του καπνου του φρεατος και εκ του καπνου εξηλθον ακριδες εις την γην και εδοθη αυταις εξουσια ως εχουσιν εξουσιαν οι σκορπιοι της γης και ερρεθη αυταις ινα μη αδικησωσιν τον χορτον της γης ουδε παν χλωρον ουδε παν δενδρον ει μη τους ανθρωπους μονους οιτινες ουκ εχουσιν την σφραγιδα του θεου επι των μετωπων αυτων και εδοθη αυταις ινα μη αποκτεινωσιν αυτους αλλ ινα βασανισθωσιν μηνας πεντε και ο βασανισμος αυτων ως βασανισμος σκορπιου οταν παιση ανθρωπον και εν ταις ημεραις εκειναις ζητησουσιν οι ανθρωποι τον θανατον και ουχ ευρησουσιν αυτον και επιθυμησουσιν αποθανειν και φευξεται ο θανατος απ αυτων και τα ομοιωματα των ακριδων ομοια ιπποις ητοιμασμενοις εις πολεμον και επι τας κεφαλας αυτων ως στεφανοι ομοιοι χρυσω και τα προσωπα αυτων ως προσωπα ανθρωπων και ειχον τριχας ως τριχας γυναικων και οι οδοντες αυτων ως λεοντων ησαν και ειχον θωρακας ως θωρακας σιδηρους και η φωνη των πτερυγων αυτων ως φωνη αρματων ιππων πολλων τρεχοντων εις πολεμον και εχουσιν ουρας ομοιας σκορπιοις και κεντρα ην εν ταις ουραις αυτων και η εξουσια αυτων αδικησαι τους ανθρωπους μηνας πεντε και εχουσιν εφ αυτων βασιλεα τον αγγελον της αβυσσου ονομα αυτω εβραιστι αβαδδων και εν τη ελληνικη ονομα εχει απολλυων η ουαι η μια απηλθεν ιδου ερχονται ετι δυο ουαι μετα ταυτα

Tłumaczenie na polski:

I piąty anioł zatrąbił: i ujrzałem gwiazdę, która z nieba spadła na ziemię, i dano jej klucz od studni Czeluści. I otworzyła studnię Czeluści, a dym się uniósł ze studni jak dym z wielkiego pieca, i od dymu studni zaćmiło się słońce i powietrze. A z dymu wyszła szarańcza na ziemię, i dano jej moc, jaką mają ziemskie skorpiony. I powiedziano jej, by nie czyniła szkody trawie na ziemi ani żadnej zieleni, ani żadnemu drzewu, lecz tylko ludziom, którzy nie mają pieczęci Boga na czołach. I dano jej nakaz, by ich nie zabijała, lecz aby pięć miesięcy cierpieli katusze. A katusze przez nią zadane są jak zadane przez skorpiona, kiedy ugodzi człowieka. I w owe dni ludzie szukać będą śmierci, ale jej nie znajdą, i będą chcieli umrzeć, ale śmierć od nich ucieknie. A wygląd szarańczy: podobne do koni uszykowanych do boju, na głowach ich jakby wieńce podobne do złota, oblicza ich jakby oblicza ludzi, i miały włosy jakby włosy kobiet, a zęby ich były jakby zęby lwów, i przody tułowi miały jakby pancerze żelazne, a łoskot ich skrzydeł jak łoskot wielokonnych wozów, pędzących do boju. I mają ogony podobne do skorpionowych oraz żądła; a w ich ogonach jest ich moc szkodzenia ludziom przez pięć miesięcy. Mają nad sobą króla – anioła Czeluści; imię jego po hebrajsku: Abaddon, a w greckim języku ma imię Apollyon. Minęło pierwsze „biada”: oto jeszcze dwa „biada” potem nadchodzą.

### Szósta trąba
Tekst oryginału:

και ο εκτος αγγελος εσαλπισεν και ηκουσα φωνην μιαν εκ των τεσσαρων κερατων του θυσιαστηριου του χρυσου του ενωπιον του θεου λεγουσαν τω εκτω αγγελω ος ειχε την σαλπιγγα λυσον τους τεσσαρας αγγελους τους δεδεμενους επι τω ποταμω τω μεγαλω ευφρατη και ελυθησαν οι τεσσαρες αγγελοι οι ητοιμασμενοι εις την ωραν και ημεραν και μηνα και ενιαυτον ινα αποκτεινωσιν το τριτον των ανθρωπων και ο αριθμος στρατευματων του ιππικου δυο μυριαδες μυριαδων και ηκουσα τον αριθμον αυτων και ουτως ειδον τους ιππους εν τη ορασει και τους καθημενους επ αυτων εχοντας θωρακας πυρινους και υακινθινους και θειωδεις και αι κεφαλαι των ιππων ως κεφαλαι λεοντων και εκ των στοματων αυτων εκπορευεται πυρ και καπνος και θειον υπο των τριων τουτων απεκτανθησαν το τριτον των ανθρωπων εκ του πυρος και εκ του καπνου και εκ του θειου του εκπορευομενου εκ των στοματων αυτων αι γαρ εξουσιαι αυτων εν τω στοματι αυτων εισιν αι γαρ ουραι αυτων ομοιαι οφεσιν εχουσαι κεφαλας και εν αυταις αδικουσιν και οι λοιποι των ανθρωπων οι ουκ απεκτανθησαν εν ταις πληγαις ταυταις ουτε μετενοησαν εκ των εργων των χειρων αυτων ινα μη προσκυνησωσιν τα δαιμονια και ειδωλα τα χρυσα και τα αργυρα και τα χαλκα και τα λιθινα και τα ξυλινα α ουτε βλεπειν δυναται ουτε ακουειν ουτε περιπατειν και ου μετενοησαν εκ των φονων αυτων ουτε εκ των φαρμακειων αυτων ουτε εκ της πορνειας αυτων ουτε εκ των κλεμματων αυτων

Tłumaczenie na polski:

I szósty anioł zatrąbił: i usłyszałem jeden głos od czterech rogów złotego ołtarza, który jest przed Bogiem, mówiący do szóstego anioła, który miał trąbę: Uwolnij czterech aniołów, związanych nad wielką rzeką, Eufratem! I zostali uwolnieni czterej aniołowie, gotowi na godzinę, dzień, miesiąc i rok, by pozabijać trzecią część ludzi. A liczba wojsk – konnicy: dwie miriady miriad – posłyszałem ich liczbę. I tak ujrzałem w widzeniu konie i tych, co na nich siedzieli, mających pancerze barwy ognia, hiacyntu i siarki. A głowy koni jak głowy lwów, a z pysków ich wychodzi ogień, dym i siarka. Od tych trzech plag została zabita trzecia część ludzi, od ognia, dymu i siarki, wychodzących z ich pysków. Moc bowiem koni jest w ich pyskach i w ich ogonach, bo ich ogony – podobne do węży: mają głowy i nimi czynią szkodę. A pozostali ludzie, nie zabici przez te plagi, nie odwrócili się od dzieł swoich rąk, tak by nie wielbić demonów ani bożków złotych, srebrnych, spiżowych, kamiennych, drewnianych, które nie mogą ni widzieć, ni słyszeć, ni chodzić, ani się nie odwrócili od swoich zabójstw, swych czarów, swego nierządu i swych kradzieży.

### Siódma trąba
Tekst oryginalny:

και ο εβδομος αγγελος εσαλπισεν και εγενοντο φωναι μεγαλαι εν τω ουρανω λεγουσαι εγενοντο αι βασιλειαι του κοσμου του κυριου ημων και του χριστου αυτου και βασιλευσει εις τους αιωνας των αιωνων και οι εικοσι και τεσσαρες πρεσβυτεροι οι ενωπιον του θεου καθημενοι επι τους θρονους αυτων επεσαν επι τα προσωπα αυτων και προσεκυνησαν τω θεω λεγοντες ευχαριστουμεν σοι κυριε ο θεος ο παντοκρατωρ ο ων και ο ην και ο ερχομενος οτι ειληφας την δυναμιν σου την μεγαλην και εβασιλευσας και τα εθνη ωργισθησαν και ηλθεν η οργη σου και ο καιρος των νεκρων κριθηναι και δουναι τον μισθον τοις δουλοις σου τοις προφηταις και τοις αγιοις και τοις φοβουμενοις το ονομα σου τοις μικροις και τοις μεγαλοις και διαφθειραι τους διαφθειροντας την γην

Tłumaczenie na polski:

I siódmy anioł zatrąbił. A w niebie powstały donośne głosy mówiące: Nastało nad światem królowanie Pana naszego i Jego Pomazańca i będzie królować na wieki wieków! A dwudziestu czterech Starców, zasiadających na tronach swych przed tronem Boga, padło na oblicza i pokłon Bogu oddało, mówiąc: Dzięki czynimy Tobie, Panie, Boże wszechmogący, Który jesteś i Który byłeś, żeś objął wielką Twą władzę i zaczął królować. I rozgniewały się narody, a nadszedł Twój gniew i pora na umarłych, aby zostali osądzeni, i aby dać zapłatę sługom Twym prorokom i świętym, i tym, co się boją Twojego imienia, małym i wielkim, i aby zniszczyć tych, którzy niszczą ziemię.

## Interpretacje
Katolicki biblista Robert Witham, wydał w 1733 w dwóch tomach, „Adnotacje do Nowego Testamentu” (Annotations on the New Testament). Komentując dziewiąty rozdział Apokalipsy św. Jana, zaproponował dwie preterystyczne interpretacje, dla identyfikacji szarańczy z ogonem skorpiona. Według Withama szarańcza mogła reprezentować:
- najazd Gotów i „tych barbarzyńskich ludów”, które wtargnęły do Imperium Rzymskiego w czasie panowania cesarza Decjusza[6].

oraz
- heretyków, którzy odrzucili katolicką naturę Chrystusa, czyli przede wszystkim Teodoreta, Prakseasza, Noetusa, Pawła z Samosaty, Sabeliusza i Ariusza z Aleksandrii[6].

W chrześcijańskiej eschatologii, pierwsze sześć trąb użytych zostało, aby zbudzić grzeszników na ziemi i wezwać ich do nawrócenia. Każdy odgłos trąby niesie ze sobą coraz straszliwsze plagi. Wszystkie trąby służą do przewidywania i dania do zrozumienia czytelnikowi, że zaraz nastąpi ostrzeżenie, jednak siódma trąba nie niesie ze sobą plagi. Jej brzmienie ma raczej na celu pokazanie, że chwała została dana Bogu, a jego królestwo zostało ogłoszone.
Według preterystycznego rozumienia Apokalipsy św. Jana, brzmienia trąb apokaliptycznych są podobne do trąb wojennych przeciwko niewiernemu Izraelowi z okresu, który czasowo odpowiada wydarzeniom z wojen żydowskich. Na przykład druga trąba ma wedle tej interpretacji symbolizować Rzym, przedstawiony jako góry, które symbolizują wielkie narody w Starym Testamencie. Trąba ta może przedstawiać zniszczenie Galilei i jezioro Tyberiadzkie pełne krwi i martwych ciał. Z kolei chrześcijańscy apologeci-futuryści uważają, iż wspomniana przez Jana z Patmos wielka góra płonąca w ogniu i zanurzająca się w morzu, jest zapowiedzią katastrofy kosmicznej ze strony obiektu bliskiego ziemi.
Zwolennicy doktryny posttrybulacjonizmu twierdzą, że siódma trąba jest ostatnią trąbą wymienioną w Pierwszym Liście do Koryntian 15:52 oraz że istnieje silna korelacja między zdarzeniami wymienionymi w Księdze Izajasza 27:13, Ewangelią Mateusza 24: 29-31, a Pierwszym Listem do Tesaloniczan 4:16. Te analogie są przez nich wykorzystywane do podkreślenia zachwytu, występującego po zakończeniu ucisku. Z tego to powodu, posttrybulacjoniści widzą zachwyt powstały w czasie siódmej trąby. Jej charakter ukazuje, że „czasu już nie będzie, a tajemnica Boga się dokonała” według Ap 10:6-7. Z kolei wedle Ap 11:15, przy siódmej trąbie Jezus rządzi po wsze czasy.
Według Świadków Jehowy dźwięk trąb oznacza ogłaszanie przez nich wyroków Jehowy Boga na szatański świat. Rozpoczęło się od kongresu w roku 1922 i będzie trwać aż do wielkiego ucisku.

## Galeria

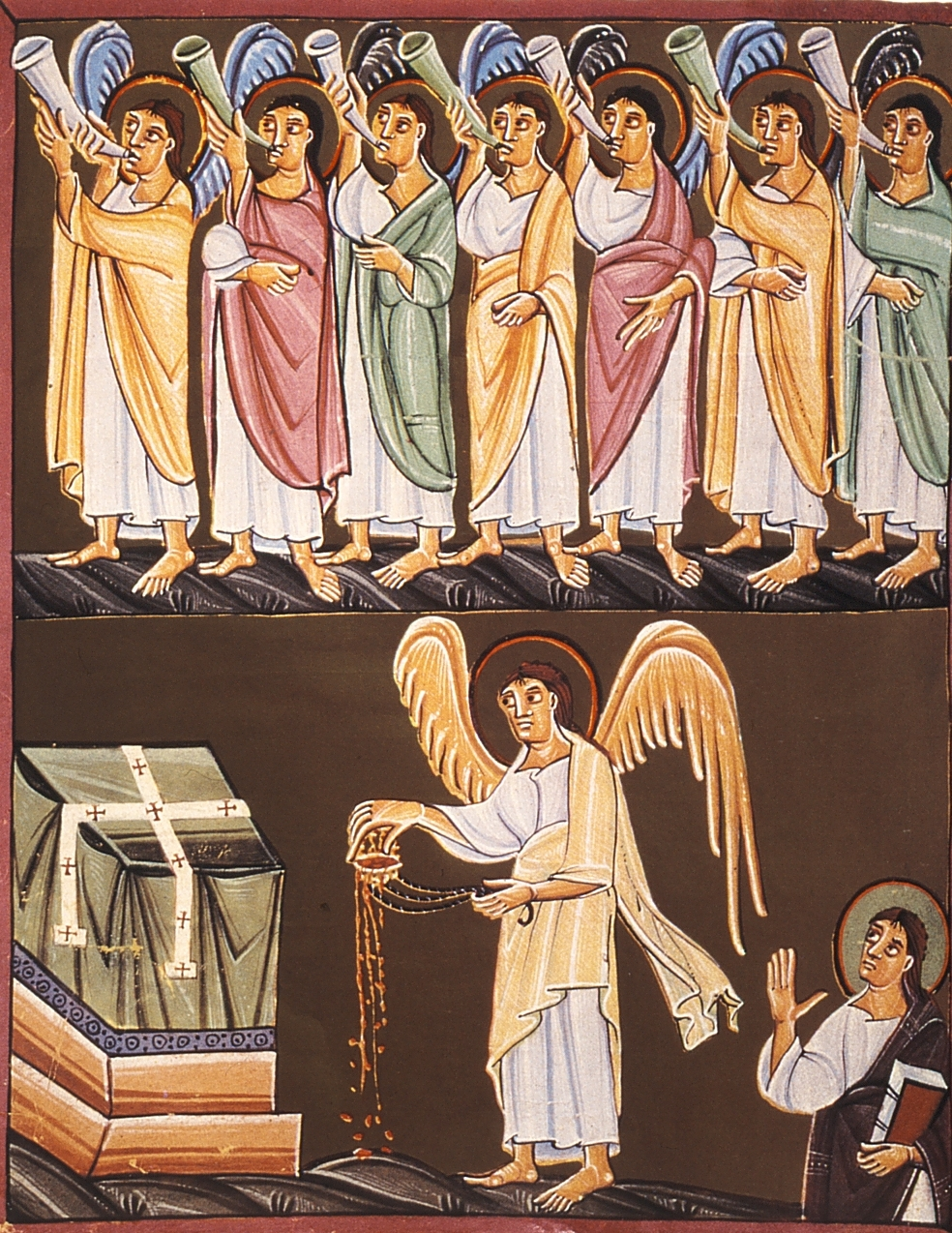
Siedmiu aniołów z siedmioma trąbami oraz anioł z kadzidłem z Apokalipsy bamberskiej.
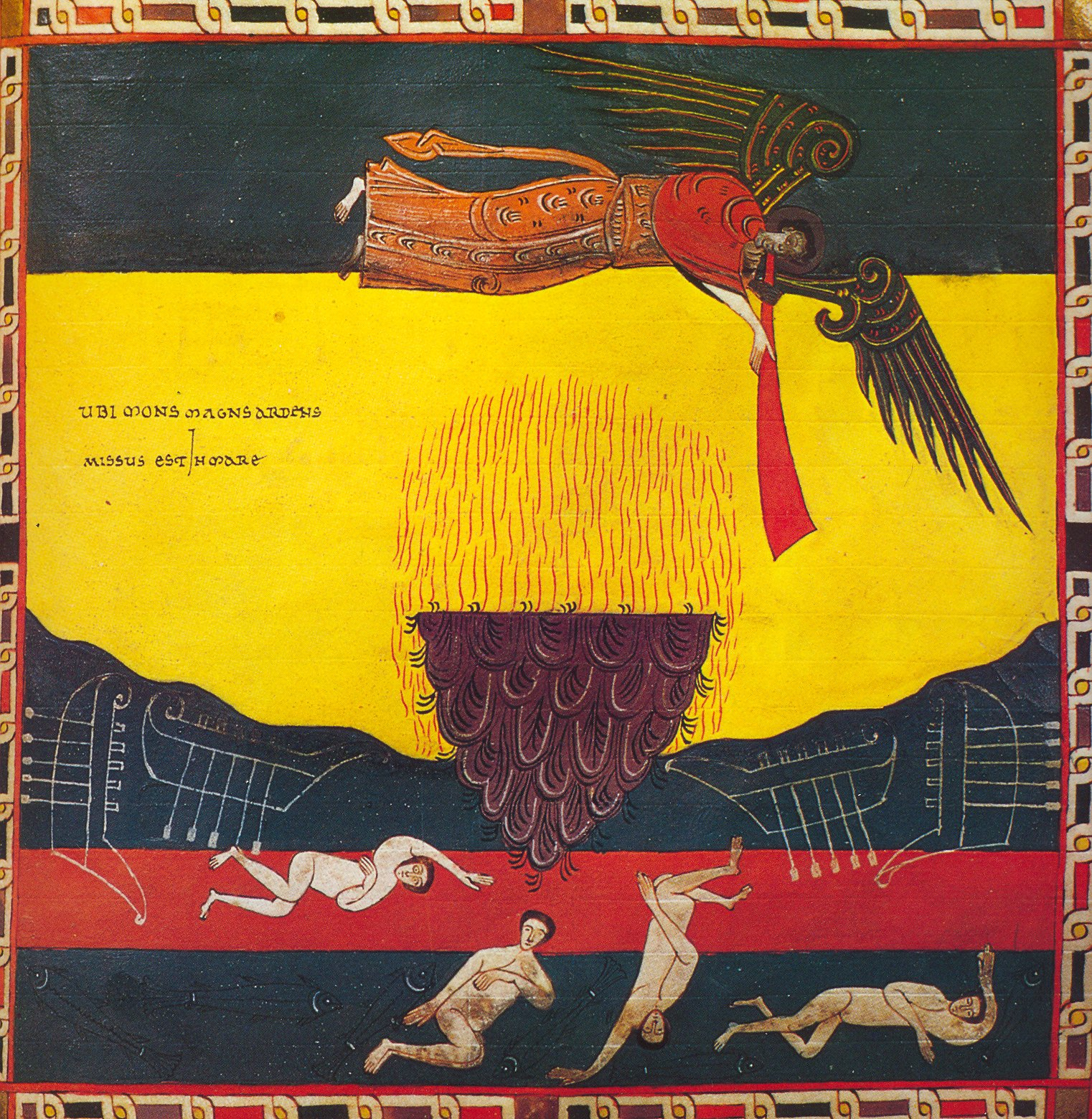
Druga trąba: wielka płonąca góra zanurza się w morzu. Beatus de Facundus, 1047 rok.
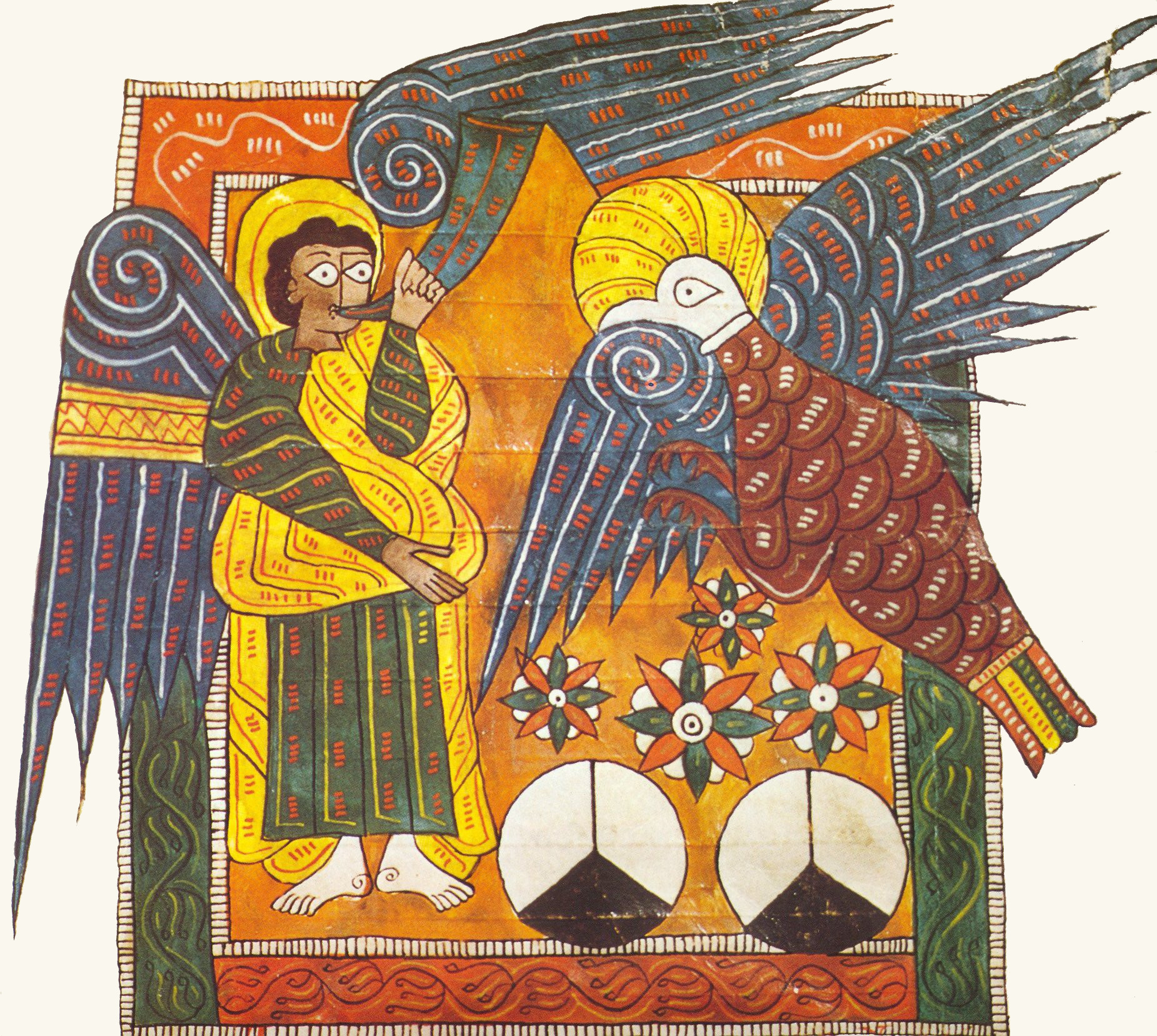
Czwarty anioł dmie w swoją trąbę. Ósmy rozdział Apokalipsy św. Jana. Ilustracja pochodząca z Beatus Escorial, czyli średniowiecznego komentarza do Apokalipsy Janowej, pochodzącego z Hiszpanii z VIII wieku.
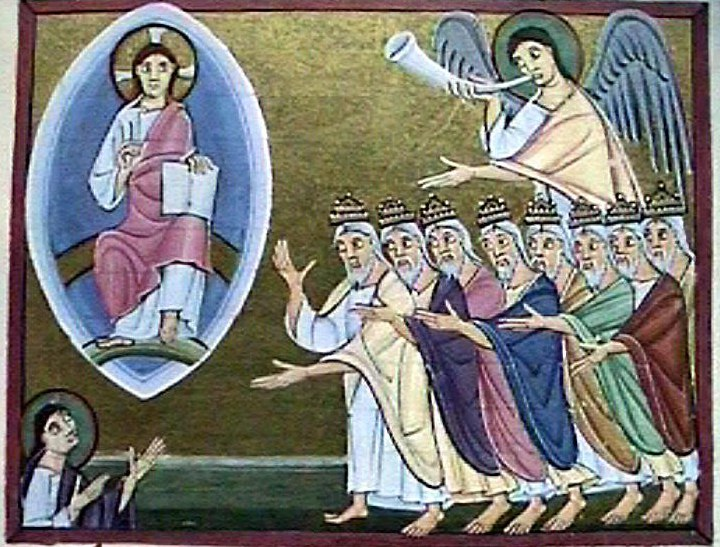
Siódma trąba, Apokalipsa bamberska, ilustracja z około 1010 roku.